# Бричанці
Бричанці (хорв. Bričanci) — населений пункт у Хорватії, в Істрійській жупанії у складі громади Светвинченат.

## Населення
Населення за даними перепису 2011 року становило 57 осіб.
Динаміка чисельності населення поселення:

## Клімат
Середня річна температура становить 12,45 °C, середня максимальна – 26,76 °C, а середня мінімальна – -2,29 °C. Середня річна кількість опадів – 969 мм.
| Клімат поселення                              | Клімат поселення | Клімат поселення | Клімат поселення | Клімат поселення | Клімат поселення | Клімат поселення | Клімат поселення | Клімат поселення | Клімат поселення | Клімат поселення | Клімат поселення | Клімат поселення | Клімат поселення |
| Показник                                      | Січ.             | Лют.             | Бер.             | Квіт.            | Трав.            | Черв.            | Лип.             | Серп.            | Вер.             | Жовт.            | Лист.            | Груд.            |                  |
| Середній максимум, °C                         | 9,50             | 10,26            | 12,96            | 16,81            | 21,86            | 26,16            | 26,76            | 26,26            | 21,36            | 16,76            | 11,70            | 8,85             |                  |
| Середня температура, °C                       | 3,61             | 4,38             | 7,06             | 10,91            | 15,98            | 20,26            | 22,68            | 22,18            | 17,30            | 12,68            | 7,62             | 4,76             |                  |
| Середній мінімум, °C                          | −2,29            | −1,52            | 1,17             | 5,02             | 10,08            | 14,38            | 18,61            | 18,12            | 13,22            | 8,60             | 3,55             | 0,69             |                  |
| Норма опадів, мм                              | 72               | 60               | 70               | 79               | 69               | 80               | 58               | 84               | 86               | 106              | 117              | 88               |                  |
| Середньомісячна швидкість вітру, м/с          | 2.23             | 2.50             | 2.65             | 2.63             | 2.36             | 2.26             | 2.21             | 2.18             | 2.20             | 2.38             | 2.50             | 2.42             |                  |
| Середньомісячна сонячна радіація, кДж/м²·день | 4549             | 7464             | 10746            | 15173            | 19370            | 21040            | 21989            | 18983            | 14186            | 9164             | 4975             | 3850             |                  |
| --------------------------------------------- | ---------------- | ---------------- | ---------------- | ---------------- | ---------------- | ---------------- | ---------------- | ---------------- | ---------------- | ---------------- | ---------------- | ---------------- | ---------------- |
| Джерело:                                      |                  |                  |                  |                  |                  |                  |                  |                  |                  |                  |                  |                  |                  |